# Pikrit

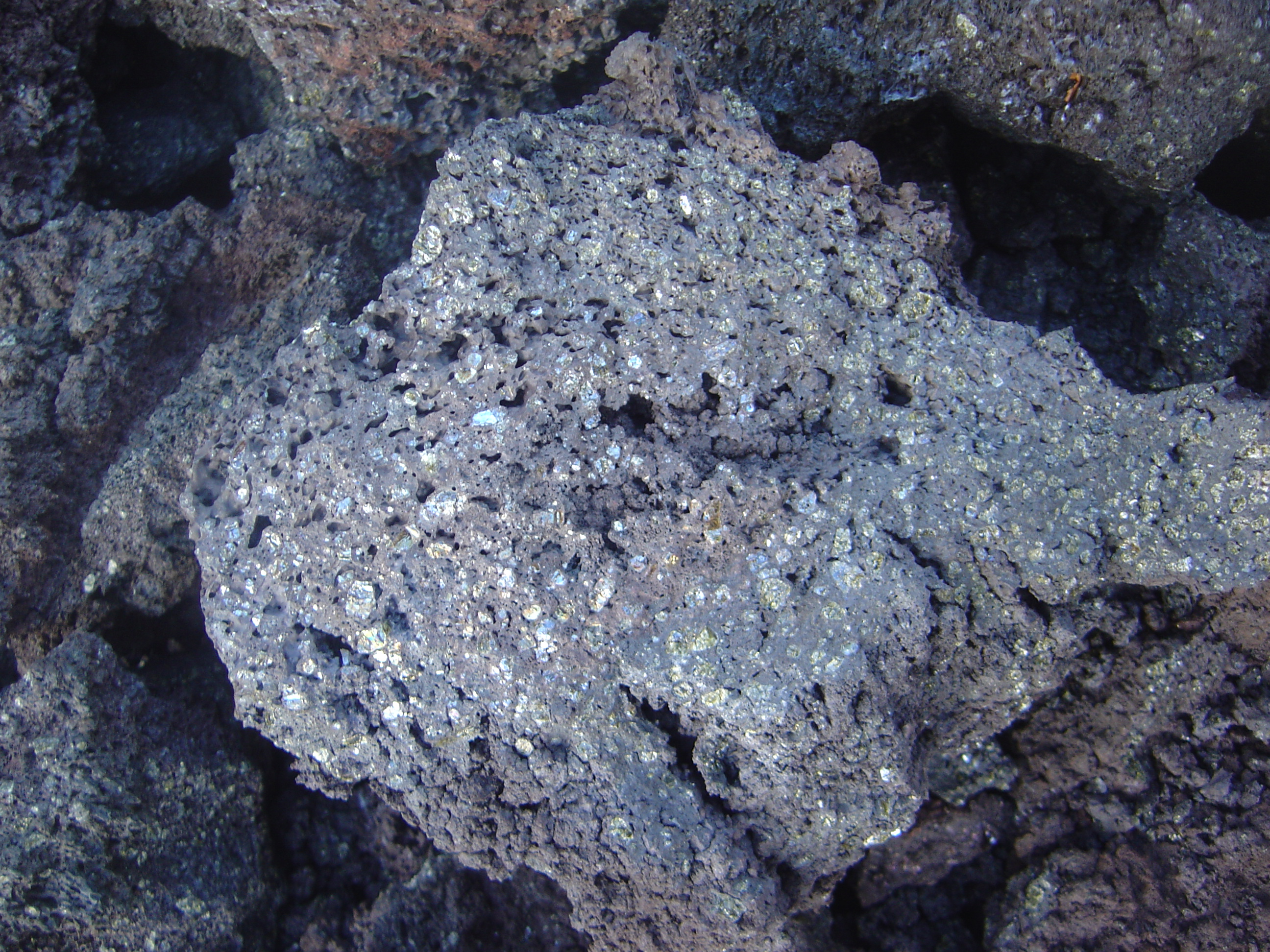
Pikritbasalt eller oceanit från Piton de la Fournaise.

Pikrit är en mörkfärgad magnesiumhaltig bergart av olivin, pyroxen, biotit, amfibol och några procent plagioklas. Det innehåller 20 – 50 procent gulgrön olivinfenokryst och svart till mörkbrun pyroxen.
Namnet "pikrit" kan också tillämpas på en olivinrik alkalibasalt: sådan pikrit består till stor del av fenokryster av olivin och titanrik augitepyroxen med mindre plagioklas i en grundmassa av augit och mer natriumplagioklas och ibland analcit och biotit.
Pikriter och komatiiter är något liknande kemiskt, men skiljer sig i det att komatiitlavor är produkter av mer magnesiumrika smältor, och goda exempel uppvisar spinifexkonsistens. I motsats till detta är pikriter magnesiumrika eftersom kristaller av olivin har ackumulerats i mer normala smältor av magmatiska processer. Komatiiter är till stor del begränsade till arkeiska.

## Förekomst
Olivinrika pikritbasalter, som uppstår tillsammans med de vanligare tholeiitiska basalterna vid Kīlauea och andra vulkaner på Hawaiiöarna, är resultatet av ansamling av olivinkristaller antingen i en del av magmakammaren eller i en calderal lavasjö. Kompositionerna av dessa bergarter är väl representerade av blandningar av olivin och mer typiska tholeiitiska basalt. 
När termen oceanit tydligen först föreslogs av Antoine Lacroix, använde han den till att endast gälla basalter med mer än 50% olivininnehåll (ett extremt sällsynt förhållande). Pikritabasalt återfinns i lavor av Mauna Kea och Mauna Loa på Hawaii, Curaçao, i Piton de la Fournaise, vulkan på Réunion och olika andra havsövulkaner.
Pikritbasalt har brutit ut i historisk tid från Mauna Loa under utbrott av 1852 och 1868 (från olika sidorna av Mauna Loa).
Pikritbasalt med 30% olivin är vanlig i eruptioner från Piton de la Fournaise.

## Användning
Olivinbasalt används ofta av gjuterier, panntillverkare och användare av pannor till  att skydda området runt en brännaremunnstycke eller för att skydda ett golv från smält metall och slagg. Dess användning på detta sätt är lämpligt, eftersom olivin är ett mycket eldfast mineral med hög smälttemperatur.